# Pilar Calvo
Maria Pilar Calvo i Gómez (Barcelona, 3 de maig de 1963) és una periodista i política catalana, Diputada al Congrés dels Diputats des de 2021.

## Trajectòria
Calvo és periodista esportiva i des de 1989 és membre del Col·legi de Periodistes de Catalunya. Ha treballat per a diversos mitjans de comunicació com Catalunya Ràdio i TV3. La seva trajectòria al departament d'esports de Catalunya Ràdio va començar quan es va constituir l'emissora l'any 1983. Va donar notícies diàries del FC Barcelona i durant 13 anys va participar al programa Futbol a Catalunya Ràdio, dirigit per Joaquím María Puyal. Després es va traslladar a TV3 on va presentar programes com Gol a Gol, Entorn i Tres punts. Ha treballat com a ajudant de producció per a Televisió Espanyola i ha escrit articles per a Sport, El Periódico de Catalunya i Futari Va ser l'encarregada del patrocini a Gestora Clubs DiR, SL. En els darrers anys ha treballat com a consultora en diferents sectors a la Xina, Europa i Amèrica del Sud i és sòcia d'Esportia, consultoria esportiva electrònica.
A les eleccions autonòmiques de 2017, Calvo va ocupar el lloc 64 de la llista de candidats de l'aliança electoral de Junts per Catalunya (JxCat) a la província de Barcelona, però l'aliança només va aconseguir 17 escons a la província i com a conseqüència no va ser escollida. Va ser una de les membres fundadores de la Crida Nacional per la República el 2018. Va ser portaveu dels detinguts líders independentistes de Catalunya Joaquim Forn, Josep Rull, Jordi Sànchez i Jordi Turull durant la vaga de fam del desembre del 2018.
A les eleccions municipals del 2019 va quedar en vuitena posició a la llista de candidates de JxCat a Barcelona, però l'aliança només va aconseguir cinc escons a la ciutat i com a conseqüència no va ser escollida. A les eleccions generals de novembre de 2019 va quedar setena a la llista de candidates de JxCat a la Província de Barcelona, però l'aliança només va aconseguir quatre escons a la província i com a conseqüència no va arribar a ser escollida. Tanmateix, el març de 2021 va ser nomenada al Congrés dels Diputats arran de l'elecció de Laura Borràs al Parlament de Catalunya.
Calvo és coordinadora de la delegació de Junts per Catalunya (Junts) a Barcelona.